# (463978) 2014 WM26
(463978) 2014 WM26 es un asteroide perteneciente al cinturón de asteroides, descubierto el 19 de septiembre de 2006 por el equipo Spacewatch desde el Observatorio Nacional de Kitt Peak (Arizona, Estados Unidos).